# ヘルマン・グラスマン
ヘルマン・ギュンター・グラスマン（ドイツ語: Hermann Günther Graßmann, 1809年4月15日 - 1877年9月26日）はドイツの数学者・物理学者・言語学者。
まず数学を研究し、現在グラスマン代数と呼ばれる成果をあげたが、時代に先んじていたため認められなかった。しかし他の分野でも才能を開花させ、色彩論および言語学においてそれぞれグラスマンの法則と呼ばれる業績を残した。

## 生涯
プロイセン王国シュテッティン（現ポーランド領シュチェチン）生まれ。父ユストゥスはギムナジウムの教授で、物理学・数学の本も著している。ギムナジウム卒業後ベルリンで数学を学び、潮汐に関する論文（Theorie der Ebbe und Flut, 1840年）を書いて教師資格を得た。
さらにゴットフリート・ライプニッツの考えた、座標を用いない幾何学計算法の建設を目指した論文 Geometrische Analyse を学会に提出し、1846年に賞を授与された。グラスマンの数学的業績で特に重要なのは広延論 (Ausdehnungslehre) と称する理論に関する2論文（Die lineale Ausdehnungslehre, ein neuer Zweig der Mathematik, 1844年 と Die Ausdehnungslehre: Vollständig und in strenger Form bearbeitet, ベルリン、1862年。それぞれ「A1」「A2」と呼ばれている）にまとめられたものだが、これらは当時あまり注目されず、死後に高く評価されることになった。「A1」は博士論文として提出したのだが、アウグスト・メビウスはこれを理解できず、エルンスト・クンマーに回したが、彼もこれをろくに検討せず拒絶してしまった。
グラスマンは結局、ギムナジウム教授資格を取得して一生をシュテッティンで過ごした。グラスマンは数学に才能を発揮したのみならず、物理学（結晶学、電磁気学、力学など）、生理学（色覚、音声）も研究している。特に色彩の理論とグラスマンの法則が著名な業績である。
数学で受け入れられないことが明らかになると彼は言語学に転進し、ドイツ語文法に関する書物を著し、民謡を収集するとともに、サンスクリットの研究を行った。特に『リグ・ヴェーダ』の翻訳および『リグ・ヴェーダ辞典』は文献学者の間で高く評価され、これによって1876年、テュービンゲン大学から名誉博士号を授与された。

### 数学における業績
グラスマンは父の出したアイディア（「A1」に引用されている）に基づいて新しい形式の「積」である外積（ドイツ語で äußeres Produkt または kombinatorisches Produkt）を導入した。「A1」の目的は数学全般に新たな基礎を与えることにあって、まず哲学的で一般的な定義から始めている。「A1」はアフィン空間を、「A2」はさらに計量を伴う空間を扱っている。この理論は現在グラスマン代数（外積代数）の名で呼ばれるものに発展し、線形代数やテンソル代数の基礎ともなっている。

### 言語学における業績
グラスマンは印欧語比較文法を研究した言語学者として著名であり、サンスクリットとギリシア語の音韻変化に関する法則（それまでグリムの法則の例外とされていたものに法則性を見出した）は現在グラスマンの法則と呼ばれる。また『リグ・ヴェーダ』辞典(Wörterbuch zum Rig-Veda, 1873)と『リグ・ヴェーダ』のドイツ語訳(2冊、1876-1877)を出版している。